# I'm In Love With
I'm In Love With er en dansk eksperimentalfilm fra 2015 instrueret af Catherine Pattinama Coleman.

## Handling
Denne artikel mangler et handlingsreferat. Hjælp os med at skrive det.